# Quận Boone, Iowa
Quận Boone là một quận thuộc tiểu bang Iowa, Hoa Kỳ. Quận lỵ đóng ở Boone.6. Quận được đặt tên theo. Dân số theo điều tra năm 2010 của Cục điều tra dân số Hoa Kỳ là 26.306 người. Quận này thuộc vùng thống kê đô thị Boone, Iowa bao gồm toàn bộ quận Boone, Iowa, và khi kết hợp với vùng thống kê đô thị Ames, Iowa bao gồm khu vực Ames-Boone lớn hơn, đó là vùng thống kê kết hợp Iowa.

## Địa lý
Theo Cục điều tra dân số Hoa Kỳ, quận này có diện tích 573,51 dặm vuông Anh (1.485,4 km2), trong đó có 2,05 dặm vuông Anh (5,3 km2) là diện tích mặt nước.

### Các xa lộ chính
- U.S. Route 30
- U.S. Route 169
- Iowa Highway 17
- Iowa Highway 144
- Iowa Highway 210